# 天生完美狂歡舞會
《Born This Way Ball》是美国女歌手Lady Gaga举办的第三场全球巡演，以支持于2011年发行的录音室专辑《Born This Way》。这场巡演覆盖了所有大洲（除南极洲）。
《Born This Way Ball》广受好评。评论家赞扬其舞台设计、声音表现力、表达的信息和精良的制作团队。
《Born This Way Ball》在2013年的票房收入为19,700,000美元，使其两年内98场的总票房收入达到181,100,000美元。在女歌手举行的巡演中票房排名第五，并成为了票房最好的巡演之一。  并被US Weekly评为"largest scenic structure that's ever been built to tour"。
Gaga在每一場演唱會都會挑選多名小怪獸在完場時到後台跟Gaga見面。
2012年6月1日，Gaga被印尼政府禁止入境印尼，是因为许多印尼穆斯林组织希望她不要来雅加达举办演唱会，最终她被印尼政府禁止举办任何一场演唱会。
由于髋关节盂唇撕裂伤的缘故，Gaga在2013年2月12日公开声明剩余的20场The Born This Way Ball场次全部取消。

## 巡演曲目

### 第一幕
1. Space (intro)
2. Highway Unicorn (Road to Love)
3. Operation: Kill the Bitch (安可)
4. Government Hooker
5. Birth (安可)
6. Born This Way
7. Black Jesus † Amen Fashion
8. Emerging (安可)
9. Bloody Mary
10. Mother G.O.A.T. Manifesto I (安可)
11. Bad Romance
12. G.O.A.T Briefing (安可)
13. Judas

### 第二幕
1. Fashion of His Love
2. Just Dance
3. LoveGame
4. Telephone

### 第三幕
2012年4月27日 - 2012年12月12日
1. Mother G.O.A.T. Manifesto II (安可)
2. Heavy Metal Lover
3. Speech
4. Bad Kids
5. Hair (不插电版, 2012年4月27日至6月23日，7月7日，8月23日 - 12月12日)
6. Princess Die (6月27日至2012年10月6日)
7. The Queen (不插电版, 于2012年11月11日)
8. Born This Way (2012年11月30日和12月6日为不插电版)
9. Yoü and I (不插电版)
10. Electric Chapel

2013年1月11日 - 至今
1. Hair
2. Electric Chapel
3. Mother G.O.A.T. Manifesto II (安可)
4. Heavy Metal Lover
5. Bad Kids
6. The Queen (不插电版)
7. Yoü and I (不插电版)
8. Born This Way (不插电版)

注意：
- 《Princess Die》首演于6月27日墨尔本场。该曲目后于10月6日从巡演曲目单中被移除。
- 在2012年11月11日，Lady Gaga应Monster Pit请求，在《Hair》之后表演了《Princess Die》。
- 在6月27日，《Hair》被移除，却在7月7日被表演，并于8月23里被重新添加。
- 在2012年9月8日、9日，Gaga在《Princess Die》后表演了《Imagine》。
- 在9月18日，应粉丝请求，Gaga在《Princess Die》之后表演了《Stuck on Fuckin' You》
- 在11月11里，Gaga表演了《The Queen》。
- 在11月30日~12月6日，Gaga表演了《Born This Way》的不插电版。

### 第四幕
1. 安可
2. Americano
3. Poker Face
4. Alejandro
5. Paparazzi

注意：
- 2012年9月8日，《Americano》、《Poker Face》、《Alejandro》因迟到未被表演。
- 2012年10月26日和2013年1月17日，《Paparazzi》未被表演。

### 第五幕
1. Scheiße
2. The Edge of Glory (不插电版 + 专辑版)
3. Marry the Night (2012年10月26日表演Acapella版本)

注意：
- 《Black Jesus † Amen Fashion》在2012年4月27日~5月12日被表演，顺序是在Scheiße之后。
- 10月26日, 《Paparazzi》和《The Edge of Glory》未被表演。
- 2012年11月11日，Gaga在《Marry the Night》之后表演了《Cake Like Lady Gaga》。